# Kulturni krajolik ǂKhomani
ǂKhomani je područje pustinjskog krajolika južnog Kalaharija, na samom sjeveru južnoafričke pokrajine Northern Cape, koje se svojom veličinom od 959.100 ha uglavnom podudara s teritorijem nacionalnog parka Kalahari Gemsbok (dio prekograničnog parka Kgalagadi kojega JAR dijeli s Namibijom), a koji je smješten između Bocvane i Namibije. 
Veliki dio područja posjeduje tragove ljudskog obitavanja od kamenog doba do danas, povezano s nomadskim ǂKhomani San narodom (tek oko 500 etničkih pripadnika koji govore Nǀu jezik) koji se prilagodio životu u oštrim pustinjskim uvjetima. O tomu svjedoče brojni petroglifi na stjenovitim brdima i goletima područja ǂKhomanija, osobito na sjeveru područja gdje je osnovana !Xaus (nǀu jezik za „srce”) loža za prijam turista, a kojom upravljaju sami ǂKhomani. Oni su razvili jedinstveno etnobotaničko znanje, kulturne običaje i svjetonazor koji odgovara zemljopisnim odlikama okoliša. Zbog toga je u rujnu 2017. godine ovaj kulturni krajolik upisan na UNESCO-ov popis mjesta svjetske baštine u Africi kao "svjedočanstvo opstanka života u području koje je oblikovano tisućama godina".
Nacionalni park Kalahari Gemsbok, osnovan još 1931., je jedan od najvećih zaštićenih ekosustava u južnoj Africi jer se nastavlja na Nacionalni park Gemsbok u Bocvani. Ova dva područja su 2000. godine ujedinjena u prekogranični park Kgalagadi („Mjesto žeđi”) od 42.000 km², tako da je omogućena opsežna sezonska migracija oriks antilopa (gemsbok) po kojima su oba parka dobila imena. Ukupno 
Ovo područje je poznato po aridnoj klimi ekstremnih temperatura (40 °C) bez vodenih tokova, osim isušenih korita rijeka Auob i Nossob koje teku tek jednom u stotinu godina (ili nakon jako rijetkih olujnih kiša). No, u parku pored oriks antilopa obitavaju i drugi veliki sisavci kao što su: južnoafrička antilopa (Antidorcas), gnu (Connochaetes), pjegava hijena (Crocuta crocuta), južnoafrički gepard (Acinonyx jubatus jubatus), te oko 250 lavova i 30 žirafa koje su ovdje doseljenje, ali i manji sisavci kao što su: dugouha lisica (Otocyon megalotis) i dujker antilopa (Sylvicapra grimmia). Više od 200 vrsta ptica obitava u parku. 
- Bušmanska obitelj
- Južnoafrička antilopa u parku
- Lavovi u parku
- Gnijezdo u parku
- Eupodotis afraoides

## Vanjske poveznice
- Službene stranice NP Kgalagadi (engl.)
- Foto vodič kroz park (engl.)